# Hindley, Greater Manchester
Hindley är en ort i distriktet Wigan, Storbritannien. Den ligger i grevskapet Greater Manchester och riksdelen England, i den centrala delen av landet, 280 km nordväst om huvudstaden London. Hindley ligger 42 meter över havet och antalet invånare är 24 169.
Terrängen runt Hindley är huvudsakligen platt, men åt nordost är den kuperad. Runt Hindley är det mycket tätbefolkat, med 1 095 invånare per kvadratkilometer. Närmaste större samhälle är Wigan, 2,2 km väster om Hindley. Trakten runt Hindley består i huvudsak av gräsmarker.